# 3-Fosfoglicerinska kiselina
3-Fosfoglicerinska kiselina (3PG, glicerat 3-fosfat, GP) je biohemijski značajan trougljenični molekul koji je metabolički intermedijer u glikolizi i Kalvinovom ciklusu. Ovo jedinjenje se često naziva PGA u kontekstu Kalvinovog ciklusa. 3-Fosfoglicerat je rezultant razlaganja šestougljeničnog intermedijera koji je veoma nestabilan. Dva molekula 3-fosfoglicerata se formiraju za svaki molekul 2.

## Glikoliza
| [[1,3-bisfosfoglicerat\|1,3-bisfosfo-D-glicerat]] | 3-fosfoglicerat kinaza | 3-fosfoglicerat kinaza | [[3-fosfoglicerat\|3-fosfo-D-glicerat]] | Phosphoglyceromutase | Phosphoglyceromutase | [[2-fosfoglicerat\|2-fosfo-D-glicerat]] |
|                                                   |                        |                        |                                         |                      |                      |                                         |
| ADP                                               | ATP                    |                        |                                         |                      |                      |                                         |
|                                                   |                        |                        |                                         |                      |                      |                                         |
| ADP                                               | ATP                    |                        |                                         |                      |                      |                                         |
|                                                   |                        |                        |                                         |                      |                      |                                         |
|                                                   | 3-fosfoglicerat kinaza | 3-fosfoglicerat kinaza |                                         | Fosfogliceromutaza   | Fosfogliceromutaza   |                                         |

Јedinjenje C00236 u KEGG Metabolički put bazi podataka. Enzim 2.7.2.3 u KEGG Metabolički put bazi podataka. Јedinjenje C00197 u KEGG Metabolički put bazi podataka. Enzim 5.4.2.1 u KEGG Metabolički put bazi podataka. Јedinjenje C00631 u KEGG Metabolički put bazi podataka.